# Narcís Masó i Valentí
Narcís Masó i Valentí (Girona 1890-1953) va ser un pedagog català, impulsor de l'escoltisme a Catalunya i Girona i adepte de l'escola activa.

## Biografia
Era el sisè fill de Rafael Masó i Pagès i Paula Valentí, i germà petit de Santiago i Rafael. De formació autodidàctica, inicià la seva activitat educativa, el 1912, a l'Escola de Vallparadís de Terrassa. Va col·laborar estretament amb Alexandre Galí a l'Escola Montessori de la Mancomunitat i a la Mútua Escolar Blanquerna.
Sota la dictadura de Primo de Rivera es va exiliar a Ginebra. Allà, pensionat per l'Associació Protectora de l'Ensenyança Catalana, fou alumne de l'Institut Jean-Jaques Rousseau entrant en contacte amb els treballs de basament rigorós dels mètodes i objectius de l'Escola Nova. Fruit d'etapa de formació ginebrina són els seus articles als Annals dels CursosTècnics de Pedagogia. El 1928 va crear la revista escolar Junior. Al seu retorn d'exili, es va incorporar a la Mútua Escolar Blanquerna, al costat d'Alexandre Galí. Va contribuí a crear els Minyons de Muntanya. Fou secretari de les Escoles d'Estiu de 1930 i 1931.
El 1935 funda l'Escola de S'Agaró on va aplicar els principis de l'escola activa que concebia com una alternativa a l'escola tradicional i el seu «saber memorístic, abstracte i llibresc». Fou membre d'Unió Democràtica.
En produir-se la sublevació militar del juliol 1936, i acabat el curs a l'Escola de S'Agaró, es refugià a Sant Feliu de Guíxols on acabà empresonat uns mesos. Va anar a viure a Granollers on passà la resta de la Guerra Civil. En finalitzar aquesta, es traslladà a residir a Girona. Masó sobreviu donant classes particulars.
Treballà en la restauració del patrimoni religiós malmès a la Guerra Civil i és un actiu membre de l'Acció Catòlica. Pronuncia conferències com el cicle sobre la doctrina social de l'Església de 1947. Participà pedagògicament en l'Escola d'Aprenents creada pel bisbat aquell mateix any. Escriu entre el 1945 i el 1947 els tres graus que comprenen els llibres escolars Mi lenguaje, que il·lustrats per Maria Cirici, publicà l'editorial Duran.
El Centre de Recursos Educatius per a Deficients Auditius (CREDA) de Salt va prendre el nom Creda Narcís Masó al seu honor. La vila de Sant Feliu de Guíxols li va dedicar un carrer.

## Escoltisme
S'implicà Narcís Masó en l'escoltisme, el moviment de lleure educatiu que és una de les millors expressions de l'educació activa. El 1930 formà part del nucli del Consell General de la Germanor de Minyons de Muntanya.
Salomó Marquès apunta com durant el seu exili a Suïssa conegué el moviment escolta i les seves altes possibilitats en la formació de nois i joves.
A l'Escola d'Estiu de Barcelona de 1930, parla sobre "Educació física i principis generals de l'educació escolta" i l'estiu següent mostrarà les possibilitats de l'escoltisme i els seus campament conjuntament amb altres impulsors del moviment com Batista i Roca o el metge Pere Gabarró.
El 1934 Narcís Masó esdevingué president del Consell General dels Minyons de Muntanya fins al 1936. Sota el franquisme participà en represa de l'escoltisme en un Estat que únicament permetia la seva organització juvenil.

## L'Escola de S'Agaró
El 1935 Narcís Masó es posà al capdavant del projecte d'obrir una escola d'alta qualitat i d'avançada pedagogia a la urbanització dissenyada pel seu germà i arquitecte Rafael Masó. Aquesta urbanització promoguda per Josep Ensesa vora la Mediterrània és un dels emblemes del Noucentisme.
L'Escola de S'Agaró, que es qualificava de "pensionat de primer ordre", volia oferir una educació en plena natura i en un ambient familiar i de modernitat adreçada a famílies benestants. Una escola, amb cinquanta alumnes com a màxim, que volia reunir l'ambient i l'orientació del programa del moviment de l'Escola Nova que havia sintetitzat Adolphe Ferrière en els seus trenta punts. Una escola preocupada per una concepció integral l'educació (moral, intel·lectual, científica, física, estètica, musical i religiosa) i amb una especial cura del llenguatge. Es pretenia manllevant les paraules a Edmond Demolins "la millor educació possible i la més adaptada a les necessitats actuals de la vida.
Comptà amb el patrocini de personalitats com Francesca Bonnemaison, Édouard Claparède, Josep Estalella, Pompeu Fabra, Alexandre Galí o Jean Piaget.
L'esclat de la Guerra Civil estroncà la novella institució educativa.

## Obra destacada
- Masó i Valentí, Narcis; Llongueras, Joan (proleg). Cançons Jovençanes.  Girona: Imprenta den Maso, 1919, p. 93+1. Il·lustrat per Darius Vilás.
- MASÓ i VALENTÍ, Narcís. (Un rousseaunià) "L'escola Nova. Les bases, l'essència i l'esperit" a MARQUÈS SUREDA, Salomó. Narcís Masó, pedagog de l'escola activa. Girona: Diputació de Girona, 1990, p. 57 - 82
- MASÓ i VALENTÍ, Narcís. Mi lenguaje. Barcelona, Duran, 1945 - 1947.